# Râul Poiana, Siret
Râul Poiana este un curs de apă, afluent al râului Vorona. 

## Hărți
- Harta județului Botoșani  Arhivat în 18 iulie 2011, la Wayback Machine.